# Stjepan Pethő
Stjepan Pethő (1602. − 1640.), hrvatski profesor. Nepravedno nije poznat široj javnosti, jer je među prvim hrvatskim profesorima na inozemnim sveučilištima. Rodom je iz okolice Varaždina. Predavao je filozofiju na učilištu u Beču.